# Černá sobota (film)
Černá sobota je český kriminální film režiséra Miroslava Hubáčka z roku 1960, natočený podle rozhlasové hry Demižon.
Film je kriminálním příběhem o zdánlivě obyčejné krádeži pár litrů alkoholu z odstaveného vagónu, která však ohrozí životy desítek lidí, neboť se jedná o smrtelně jedovatý metylalkohol.
Film měl být inspirován skutečnou událostí. Autory námětu a scénáře filmu jsou Josef Bouček, Miroslav Kratochvíl, Lubomír Pok, Ladislav Rychman a Vladimír Valenta, filmové dialogy napsal Jiří Brdečka.
Předlohou filmu byla rozhlasová hra Demižon, kterou napsali Miroslav Kratochvíl a Lubomír Pok a v roce 1958 nastudoval ČRo České Budějovice v režii Otakara Bílka.

## Děj
Nádražní trafikant Rezek (hraje František Holar), který dříve vlastnil hospodu, si přivydělává drobnými podvody. V pátek odpoledne dostal od skladníka Kubíčka (František Filipovský) jeden demižon alkoholu, který byl ukraden z odstaveného vagonu na nádraží. Večer v hospodě levným alkoholem pohostí Málka a Hatinu a pohádá se s manželkou (Dana Medřická), za níž chodí řidič Jan Valena (Josef Bek), což Rezek ví a s Valenou se porve. V sobotu ráno je Rezek nalezen na kolejích těžce raněný a v bezvědomí. Na Valenu, který však již brzy ráno odjel kamsi vlakem na svatbu kamaráda, padne podezření z pokusu vraždy. Rezek v nemocnici zemře a vyšetřování se ujmou detektivové (pracovníci bezpečnosti) Hájek (Rudolf Deyl ml.), Bláha (Zdeněk Dítě) a Drahota (Lubor Tokoš). Při pitvě se ale zjistí, že Rezek zemřel na otravu metylalkoholem. Během dne zemře i Kubíček, který tento smrtelně jedovatý alkohol ukradl, neboť se domníval, že jde o běžný konzumní alkohol. Detektivové pátrají, kdo všechno se methanolu napil a zjistí, že druhý demižon si odvezl nic netušící Valena jako dárek na svatbu. Začíná závod s časem a složité pátrání, kam vlastně Valena odjel, aby se zabránilo hromadné otravě svatebčanů. Na dramatickém hledání místa svatby se podílí i staršina Bělka (Josef Kemr).

## Osoby a obsazení
| Rudolf Deyl ml.      | Václav Hájek, poručík VBŽ, detektiv     |
| Zdeněk Dítě          | Bláha, nadporučík VBŽ, detektiv         |
| Lubor Tokoš          | Antonín Drahota, kapitán VB, detektiv   |
| Dana Medřická        | Věra Rezková, hostinská                 |
| Josef Bek            | Jan Valena, řidič ČSAD                  |
| František Holar      | Rezek, nádražní trafikant, Věřin manžel |
| František Filipovský | Václav Kubíček, skladník                |
| Josef Kemr           | Bělka, staršina VB                      |
| Antonín Šůra         | trumpetista                             |
| Jana Koulová         | Hájkova manželka                        |
| Hanuš Bor            | Honzík, Valenův syn                     |
| Oldřich Lukeš        | Jílek, posunovač                        |
| Václav Vydra ml.     | MUDr. Ondrášek                          |
| Zdeněk Kutil         | opilec Málek                            |
| Josef Beyvl          | opilec Hatina                           |
| Karel Effa           | mladík ve vlaku                         |
| Stanislav Fišer      | mladík ve vlaku                         |
| Josef Hlinomaz       | řidič Véna                              |
| Otakar Brousek st.   | major Vojenské správy v Táboře          |
| Ivanka Devátá        | sekretářka Vojenské správy v Táboře     |
| Arnošt Faltýnek      | starý družba, svatebčan v autě          |
| Václav Fišer         | strojvůdce                              |
| Oldřich Hoblík       | primář                                  |
| Josef Koza           | úředník                                 |
| Josef Kozák          | svatebčan                               |
| Jaroslav Moučka      | ženich Rudolf Štíbr                     |
| Déda Papež           | předseda MNV                            |
| Oleg Reif            | harmonikář Franta                       |
| Monika Soyková       | Cilka dítě, dcera Hájkových             |
| Pavel Spálený        | lékař                                   |
| Rima Šorochová       | nevěsta                                 |
| Václav Švec          | bubeník                                 |
| Hermína Vojtová      | bytná                                   |
| Miloš Willig         | klarinetista                            |
| Karel Bezděk         | železničář Slávek                       |
| Otto Šimánek         | hlas železničáře Slávka (mluví)         |
| Jiřina Bílá          | zdravotní sestra                        |
| Alois Dvorský        | dědeček                                 |
| Ladislav Gzela       | host v hospodě                          |
| Svatopluk Skládal    | náčelník stanice                        |
| Václav Voska         | komentář (mluví)                        |
| Karel Pavlík         | lékař                                   |
| Mirko Musil          | pokladník na železnici                  |
| Jindřich Narenta     | staršina VB                             |
| Miloš Vavruška       | laborant Vojta                          |
| Blažena Kramešová    | laborantka                              |
| Zdena Hadrbolcová    | nevěsta                                 |
| Darek Vostřel        | ženich u fotografa                      |
| Gabriela Bártlová    | cestující ve vlaku                      |
| Josef Příhoda        | svatebčan                               |
| Marie Nademlejnská   | žena na svatbě                          |
| Milka Balek-Brodská  | Kubíčkova bytná                         |

## Místa natáčení
ateliéry
- Barrandov, Hostivař

exteriéry
- Praha-Bohnice, Točná, Běchovice
- Praha-Košíře: ulice Na Šmukýřce, V Cibulkách
- vlakové nádraží Tomice II
- okolí Tábora[3]